# Allochrusa bungei
Allochrusa bungei är en nejlikväxtart som beskrevs av Pierre Edmond Boissier. Allochrusa bungei ingår i släktet Allochrusa och familjen nejlikväxter. Inga underarter finns listade i Catalogue of Life.